# 埼玉測機社
株式会社埼玉測機社（さいたまそっきしゃ）は、埼玉県さいたま市桜区に本社を置く、測量機器・OA機器の専門商社企業。

## 概要
測量機器、計測機器、OA機器、システムソフトなどの販売、サポート、メンテナンス、レンタルなどを行っている。日本測量機器工業会会員。

## 沿革
- 1976年（昭和51年）4月8日 - 会社設立。測機舎（旧・株式会社ソキア、現・株式会社トプコン）の埼玉営業所が独立し創業。
- 2005年（平成17年） - さいたま市桜区に本社を移転更。

## 所在地
- 本社 - 埼玉県さいたま市桜区西堀5丁目9-39